# Équipe du Yémen du Sud de football
Maillots
L'équipe du Yémen du Sud de football était l'équipe nationale du Yémen du Sud existant entre 1965 et 1989.

## Histoire
Au contraire du Yémen du Nord, cette équipe prend part à la phase finale d'une Coupe d'Asie des nations en 1976, perdant 0-8 contre Iran et 0-1 contre Irak. 
L'équipe cesse d'exister lorsque le pays s'unifie avec le Yémen du Nord en 1990 pour former le Yémen. 
Voir l'article Équipe du Yémen de football pour la période post-1990.

## Parcours enCoupe du monde
- 1930 à 1982 - Non inscrit
- 1986 - Non qualifié
- 1990 - Forfait

## Parcours enCoupe d'Asie des nations
- 1956 à 1972 - Non inscrit
- 1976 - 1er tour
- 1980 à 1984 - Non inscrit
- 1988 - Non qualifié